# Глутаматдехидрогеназа
Глутаматдехидрогеназата е ензим, локализиран в митохондриите на еукариотите и участващ в метаболизма на уреята. Катализира обратимата химична реакция на превръщане на глутамат в α-оксоглутарат.
Систематичното име на ензима е L-глутамат: НАД+-оксидоредуктаза (деаминираща), а съответният код съгласно ензимната номенклатура към Международния съюз за биохимия и молекулярна биология е EC 1.4.1.2.
Реакцията, която глутаматдехидрогеназата катализира, е:
L-глутамат + H2O + НАД+ ⇄ 2-оксоглутарат + NH3 + НАД.Н + H+
Кофакторът на правата реакция, при която се отделя и амоняк, е НАД+, а на обратната (α-оксоглутарат до глутамат) е НАДФ+. Обратната реакция използва амоняк за вкарването на азот под формата на органично съединение – глутамат.
Включването на амоняк в животинските организми става под действието на ензимите глутаматдехидрогеназа и глутаминсинтетаза. Глутаматът играе основна роля в метаболизма на азотните съединения, тъй като служи едновременно за акцептор и донор на азот в органична форма.
Ензимът глутаматдехидрогеназа е важна връзка между катаболитните и анаболитните процеси, поради което е представен в огромни количества в еукариотните организми. Именно заради важната му роля подлежи на регулация. Негови алостерични инхибитори са аденозинтрифосфат (АТФ) и гуанозинтрифосфат (ГТФ), а алостеричните активатори – аденозиндифосфат (АДФ) и гуанозиндифосфат (ГДФ).